# Santiago Miranda
Santiago Miranda (* 1. Juni 2001 in Eldorado, Argentinien) ist ein schweizerisch-argentinischer Fussballspieler.

## Karriere
Miranda stammt ursprünglich aus der Jugendabteilung des YF Juventus. Für die erste Mannschaft der Zürcher spielte er einmal in der dritthöchsten Liga. 2020 wechselte Miranda in die zweite Mannschaft des FC Wil. Im August 2021 erhielt er seinen ersten Profivertrag mit Dauer bis Sommer 2022. Im Oktober 2021 debütierte er auf Profistufe, als er beim Heimspiel gegen Xamax 68 Minuten lang spielen durfte. Im Februar 2022 wechselte Miranda zur AC Bellinzona. Nach einer halben Saison steig Miranda mit Bellinzona in die Challenge League auf. Nach zwei Jahren in der zweithöchsten Schweizer Spielklasse, schloss sich Miranda dem ambitionierten Promotion-League-Team FC Paradiso an.